# А как же Боб?
«А как же Боб?» (англ. What about Bob?) — кинофильм 1991 года. Фильм получил положительные отзывы и имел кассовый успех. Занимает 44-е место в рейтинге Bravo «100 самых смешных фильмов».

## Сюжет
Страдающий от одиночества и расстройства психики человек по имени Боб приходит на приём к психоаналитику Лео Марвину, но у того нет времени, он как раз собирается в долгожданный отпуск со всей семьёй. Чтобы избавиться от навязчивого пациента, доктор вручает ему книгу собственного сочинения под названием «Шаги ребёнка». Неожиданно книга оказывает положительное влияние на состояние здоровья Боба. Чтобы поблагодарить доктора и чтобы получить дополнительные консультации, Боб должен найти его и провести с ним этот отпуск. Это непростое испытание и для Боба, и для доктора, и для его семьи, но обаяние, чуткость и остроумие пациента помогут всем победить свои проблемы и найти мир и согласие.

## В ролях
- Билл Мюррей — Боб Уайли
- Ричард Дрейфус — Лео Марвин
- Джули Хагерти — Фэй Марвин
- Чарли Корсмо — Зигмунд Марвин
- Кэтрин Эрбе — Анна Марвин
- Том Олдридж — мистер Гаттман
- Сьюзан Уиллис — миссис Гаттман
- Дорис Белак — доктор Катерина Томски
- Роджер Боуэн — Фил
- Фрэн Брилл — Лили Марвин
- Брайан Редди — Карсвелл Фенстервальд